# Luiz Antônio Correia da Costa
Luiz Antônio Correia da Costa, känd under artistnamnet Müller, född 31 januari 1966 i Campo Grande, Brasilien, är en brasiliansk före detta fotbollsspelare.
Müller spelade på den "äldre" positionen vänsterkantsforward, trots att han var bättre med högerfoten vilken är ovanligt för vänsterkantspelare, i São Paulo, brasilianska landslaget och Cruzeiro. Hans position gick ut på att passa och assistera men han fungerade också som anfallare, främst vid spelvändningar.
Han spelade 56 matcher med brasilianska landslaget från 1986, mot Västtyskland, till 1998, mot Jugoslavien. Han deltog i VM 1986, 1990 och 1994 och tog guld med laget 1994.
Han är en av São Paulos främsta målgörare genom alla tider med 158 mål. Med klubben vann han interkontinentala cupen 1993 där han gjorde det tredje målet mot AC Milan i finalen i Tokyo. 1987 vann Müller skytteligan i brasilianska serie A med 10 mål. 